# Пасечников, Алексей Васильевич
Алексей Васильевич Пасечников (1902—1974) — передовик советского сельского хозяйства, бригадир колхоза имени Кирова Майкопского района Адыгейской автономной области (ныне — Республики Адыгея). Герой Социалистического Труда (06.05.1948).

## Биография
Родился в 1902 году в станице Кужорской Майкопского района Кубанской области, ныне Республика Адыгея в семье казака - хлебороба. Русский. Окончил станичную школу. С 16 лет - сирота, родители погибли в гражданскую войну – запороты насмерть белогвардейцами. В семнадцать лет юноша ушёл на фронт защищать молодую Советскую республику от её внутренних и внешних врагов. Служил разведчиком кавалерийского полка 5-й Кубанской дивизии 2-й Конной армии, мужественно сражался против белогвардейцев и иностранных интервентов.
С 1924 по 1926 год А. В. Пасечников находился на действительной службе в рядах Рабоче-крестьянской Красной армии. Являясь рядовым бойцом 6-го полка Краснознамённой Туркестанской дивизии, он принимает активное участие в ликвидации басмачества в Средней Азии. В 1929 году вступил в колхоз. 
Призван в Красную армию 22 июня 1941 года. Участник обороны Кавказа. В боях с июня 1941 по апрель 1944 года: автоматчик 31 стрелкового полка 57-й армии. Тяжело ранен в 1944 году.
В 1944 году вернулся домой, стал вновь выращивать хлеб. 
Свыше двадцати лет возглавлял полеводческую бригаду. Самым трудным, но самым радостным для бригадного вожака был послевоенный 1947 год. В тот год бригада посеяла 305 гектаров озимой пшеницы и 207 гектаров пропашных. Техники было тогда ещё мало, и нагрузка на каждого трудоспособного колхозника оказалась большой: по 6,3 гектара озимых 4,3 гектара пропашных. 
Тракторная бригада, возглавляемая Т. П. Цыганковым осенью хорошо подготовила почву и сев пшеницы провела в лучшие агротехнические сроки, при высоком качестве работ. Весной посевы пробороновали вдоль и поперёк и дважды пропололи вручную. Особенно старательно ухаживали за посевами звеньевые комсомолки Мария Ветрова, Ефросинья Якубова и Анастасия Грачева. Уборку урожая провели в сжатые сроки и без потерь. Девушки шли вслед за комбайном и подбирали колосья. И вот подвели итог: всего намолотили 6732 центнера пшеницы и следовательно, с каждого из 305 гектаров взяли по 22,4 центнера зерна. А на двадцатисемигектарном поле вкруговую получили по 30,22 центнера с гектара. Хорошо уродилась тогда и кукуруза — с каждого гектара собрали по 35 центнеров, а звено Марии Ветровой — 43 центнера.
Указом Президиума Верховного Совета СССР от  6 мая  1948 года Алексею Васильевичу Пасечникову, получившему урожай пшеницы 30,27 центнера с гектара на площади 27 гектаров присвоено звание Героя Социалистического Труда с вручением ордена Ленина и золотой медали «Серп и Молот». 
Высокое звание Героя Социалистического Труда вместе с Пасечниковым получили директор Майкопской МТС Михаил Иванов, его подчинённые Александр Поляниченко,  Михаил Романов и Тимофей Цыганков.
Член КПСС с 1953 года. Неоднократно избирался членом колхозного парткома и Майкопского райкома КПСС, депутатом сельского и районного Советов народных депутатов.
Персональный пенсионер союзного значения, жил в родной станице Кужорской. Умер в 1974 году.

## Память

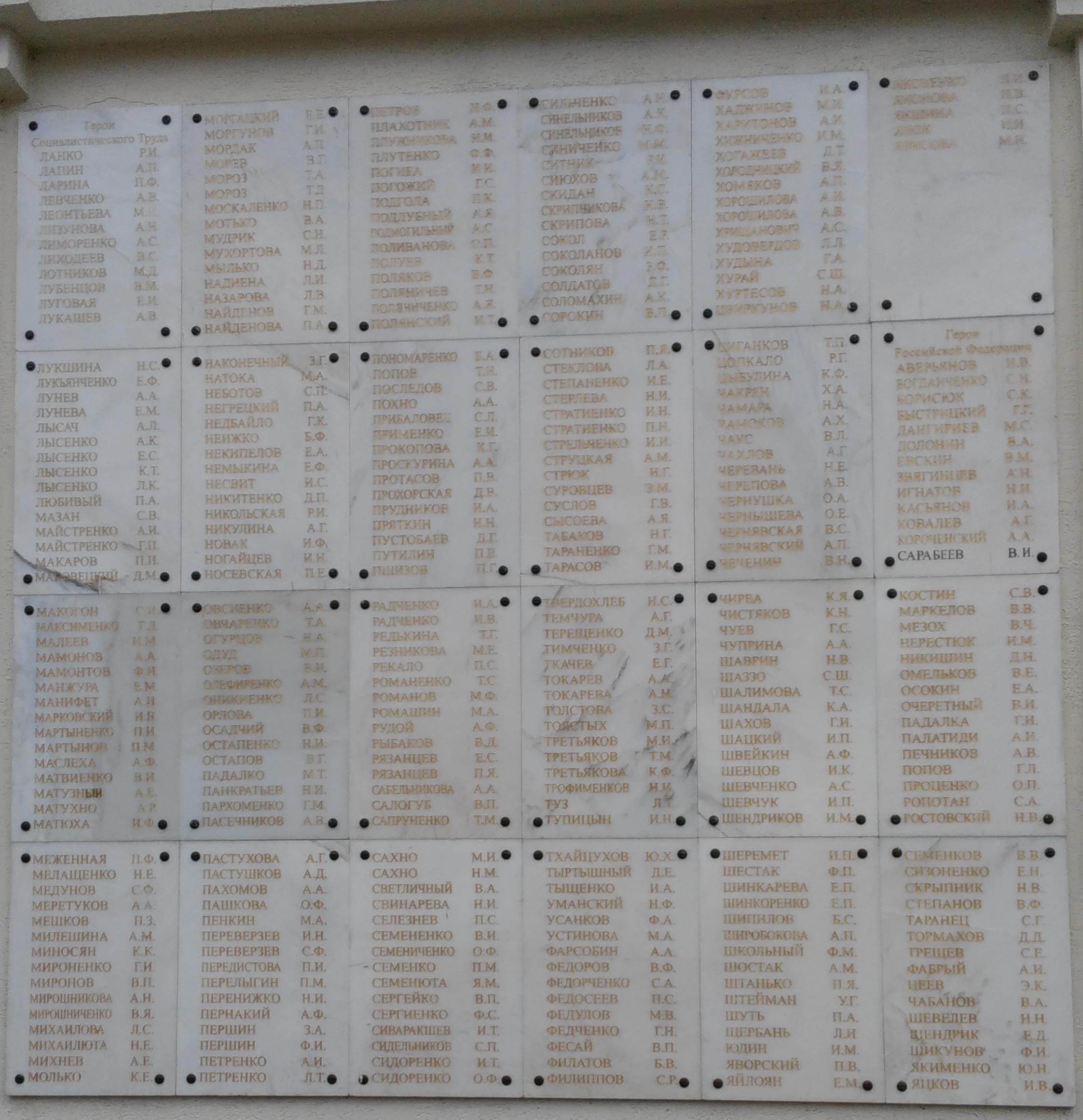
Мемориальная доска с именами Героев Социалистического Труда Кубани и Адыгеи. Краснодар 2017

- На могиле установлен надгробный памятник.
- Имя Героя золотыми буквами вписано на мемориальной доске в Краснодаре.